# Transzcendencia
A transzcendencia a létről való gondolkodás központi fogalma, egy többféleképpen meghatározott filozófiai és teológiai fogalom. Tág értelemben a transzcendens "túlvilági"-ként értendő, ami "túl van" az emberi léten.
Szemben áll a lét immanens ("e-világi") fogalmával.
A szó a latin transcendo (’átlépek’) igéből származik, és olyan lehetséges valóságra utal, amelynek megismeréséhez az embernek át kell lépnie köznapi értelemben vett határait. Hasonló értelemben használatos az ugyancsak tág jelentéskörrel bíró „természetfölötti” szó is. A transzcendencia fogalomkörébe tartoznak mindazon tartalmak (értve ezalatt személyeket és állapotokat egyaránt), amelyek megközelítésére az emberi megismerés biológiailag is leírható és értelmezhető eszközei alkalmatlanok.
A vallásos szóhasználatban a transzcendencia kifejezéssel elsődleges értelemben a teremtetlen létezőre, vagyis Istenre szokás utalni. Annak érzékeltetésére, hogy Isten elérhetetlen, mert más létsíkhoz tartozik, mint az ember, gyakran "az égben van" vagy "a mennyben van" kifejezés szolgál. Ennek a leegyszerűsítő képnek az elkerülésére a teológusok Isten transzcendenciájáról beszélnek. Így egyúttal azt is kifejezik, hogy Isten más, léte túllép az emberi érzékelésen, a világegyetemen.
A Biblia Istenére a transzcendencia és az immanencia egymásban léte jellemző. A keresztény Szentírás Istene nem távoli, idegen Isten, hanem a Teremtő Isten, aki működésével jelen van a világban és a Krisztusban való megtestesülésben a lehető legközelebb jött az emberiséghez.

## Szakirodalom
- Paul Schrader: A transzcendentális stílus a filmben: Ozu / Bresson / Dreyer Szerzőifilmes Könyvtár 2. kötet; Francia Új Hullám Kiadó, Budapest, 2011.